# 南町 (横手市)
南町（みなみまち）は、秋田県横手市の町丁。郵便番号は013-0045。人口は961人、世帯数は449世帯（2020年10月1日現在）。丁目の設定のない単独町名で、全域で住居表示を実施している。旧横手市前郷の一部に相当する。

## 地理
横手地域の中央部に位置し、南と東で前郷、西で松原町・横山町、北で神明町・平和町と隣接する。北端をJR北上線が、南端を国道107号がそれぞれ東西に横断しており、これらに挟まれた地域である。ほとんどが住宅地であり、中央大地状の丘陵地には、大正天皇即位大礼を祈念して彰忠会が造営した記念公園や横手市民会館が位置している。
全域が都市計画区域に含まれるが、区域区分非設定区域となっている。都市計画法上の用途地域では都市計画道路中央線と北上線の沿線が第二種住居地域に、国道107号沿いが準工業地域に、それ以外が第一種中高層住居専用地域に指定されている。
北東部の区画は1980年（昭和55年）から実施された南町地区土地区画整理事業によって整備されたもので、それ以前は未整理の水田地帯だった。

### 地名の由来
現在の南町という地名は1966年に実施された住居表示の際に命名されたもので、市街地の南端に位置することに由来する。

## 歴史
元は農地が広がっていたが、徐々にスプロール化が進みつつあり、加えて排水不良区域であったため、農地の所有者から宅地開発の要望が出されていた。そのため、1980年（昭和55年）から市施工の「南町地区土地区画整理事業」として事業に着手した。

### 年表
- 1951年（昭和26年）7月2日 - 横手市立県南愛児園が、12番15号に開園[11]。
- 1966年（昭和41年）4月1日 - 住居表示実施に伴い、前郷の各一部をもって成立[3][2]。
- 1967年（昭和42年）11月13日 - 秋田県立横手東高等学校の校舎が竣工[12]。
- 1968年（昭和43年）7月1日 - 横手市民会館が、13番1号に開館[13]。
- 1972年（昭和47年）11月12日 - チビッコ広場が完成[14]。
- 1975年（昭和50年）4月1日 - 県南愛児園が改築[13]。
- 1996年（平成8年）6月 - 県南愛児園が、横山町へ移転[15]。
- 2025年（令和7年）5月 - 県南愛児園が、横山町から12番14号に移転[15]。

### 町名の変遷
特記のないものはすべて住居表示実施に伴う変更。
| 実施後 | 実施年月日     | 実施前                 |
| ------ | -------------- | ---------------------- |
| 南町   | 昭和41年4月1日 | 前郷字三井寺（一部）   |
| 南町   | 昭和41年4月1日 | 前郷字上松原（一部）   |
| 南町   | 昭和41年4月1日 | 前郷字中山（一部）     |
| 南町   | 昭和41年4月1日 | 前郷字下松原（一部）   |
| 南町   | 昭和41年4月1日 | 前郷字大乗院塚（一部） |
| 南町   | 昭和41年4月1日 | 前郷字礼堂（一部）     |

## 世帯数と人口
2020年（令和2年）10月1日現在の世帯数と人口は以下の通りである。
| 町丁 | 世帯数  | 人口  |
| ---- | ------- | ----- |
| 南町 | 449世帯 | 961人 |

### 人口・世帯数の推移
以下は国勢調査による1995年（平成7年）以降の人口の推移。
| 年                 | 人口  |
| ------------------ | ----- |
| 1995年（平成7年）  | 1,447 |
| 2000年（平成12年） | 1,376 |
| 2005年（平成17年） | 1,212 |
| 2010年（平成22年） | 1,208 |
| 2015年（平成27年） | 1,101 |
| 2020年（令和2年）  | 961   |

以下は国勢調査による1995年（平成7年）以降の世帯数の推移。
| 年                 | 世帯数 |
| ------------------ | ------ |
| 1995年（平成7年）  | 523    |
| 2000年（平成12年） | 510    |
| 2005年（平成17年） | 476    |
| 2010年（平成22年） | 507    |
| 2015年（平成27年） | 487    |
| 2020年（令和2年）  | 449    |

## 小・中学校の学区
市立小・中学校に通う場合、学区（校区）は以下の通りとなる。
| 番地 | 小学校               | 中学校               |
| ---- | -------------------- | -------------------- |
| 全域 | 横手市立横手南小学校 | 横手市立横手南中学校 |

## 交通

### 鉄道
町内を北上線が通るが駅はない。最寄り駅は■奥羽本線、■北上線の横手駅。

### 道路
- 国道107号

## 施設
- 三井寺児童公園[23]
- 記念公園[23]
  - 横手市民会館（13番1号）[24]
  - 記念公園運動広場（13番1号）[25]
- 児童養護施設 県南愛児園ドリームハウス（12番14号）[15]